# Ichneumon melanobatus
Ichneumon melanobatus là một loài tò vò trong họ Ichneumonidae.